# Пєтушков Роман Олександрович
Пєтушков Роман Олександрович — російський біатлоніст, лижник. Дворазовий призер зимових Паралімпійських ігор 2010 у Ванкувері. Заслужений майстер спорту Росії.
Роман Пєтушков почав займатися спортом з 2006 року у Дмитрові. Дебют у спорті відбувся у 2007 році.
На зимових Паралімпійських іграх у Ванкувері спортсмен виборов срібло (лижні перегони, 15 км, сидячи) та бронзу (біатлон, 12,5 км, сидячи). На зимових Паралімпійських іграх у Сочі спортсмен отримав золото у біатлоні (7,5 км, сидячи).

## Нагороди
- Медаль ордена «За заслуги перед Вітчизною» II ступеня (26 березня 2010) — за значний внесок у розвиток фізичної культури і спорту, високі спортивні досягнення на X Паралімпійських зимових іграх 2010 року в місті Ванкувері (Канада)[1].